# Cornelissenwerf
Cornelissenwerf of ook wel Cornelissen Werf is een terpbuurtschap in de gemeente Schagen.
Cornelissenwerf is een van de terpen die nog zichtbaar zijn in de omgeving van de stad Schagen. Het is al een oude terp die verhoogd is ten tijde dat het gebied nog gekenmerkt werd door regelmatige overstromingen. De terp is gelegen tussen Tjallewal en Tolke. Het gebied aan de verbindingsweg wordt ook tot de buurtschap gerekend.
Burgerbrug · Burgervlotbrug · Callantsoog · Dirkshorn · Eenigenburg · Groenveld · Groote Keeten · Krabbendam · Oudesluis · Petten · 't Rijpje · Schagen · Schagerbrug · Schoorldam (deels) · Sint Maarten · Sint Maartensbrug · Sint Maartensvlotbrug · Stroet · Tjallewal · Tolke (deels) · Tuitjenhorn · Valkkoog · Waarland · Warmenhuizen · 't Zand

Buurtschappen: Abbestede · Avendorp · Bliekenbos · 't Buurtje · De Banne · Burghorn · Cornelissenwerf · Dijkstaal · Grootven · Grotewal · Het Korfwater · De Hale · Hemkewerf · Huiskebuurt · Kalverdijk · Keinse · Keinsmerbrug · Kerkbuurt · Lagedijk · Leihoek · Mennonietenbuurt · Nes · Schagerwaard · Sint Maartenszee · Slootgaard · De Stolpen · Stolpervlotbrug · Vennik (deels) · 't Wad · De Weel (deels) · Woudmeer · Zijbelhuizen · Zijpersluis